# 北澤咲弥花
北澤 咲弥花（きたざわ さやか、現姓：尾阪、1973年8月31日 - ）は、日本の内科医で、毎日放送の元アナウンサー。

## 来歴・人物
東京都杉並区の出身で、筑波大学附属高等学校から東京大学教養学部卒業後の1997年に、アナウンサーとして毎日放送へ入社。同期入社のアナウンサーに大八木友之、近藤亨、中村香奈、同学年の同僚に大月勇がいた。
医師を目指すべく、2000年3月に毎日放送を退社したうえで、群馬大学医学部に社会人入試で編入学。卒業後に、淀川キリスト教病院で2006年3月まで臨床研修を受けていた。研修の修了後に、同僚だった医師と結婚。現在は、東京衛生アドベンチスト病院緩和ケア内科の医師として、緩和医療に従事している。

## 毎日放送アナウンサー時代の担当番組

### テレビ
- あどりぶランド
- うきうき晴レルヤ!
- 茶屋町通信
- TV-エム
- ちちんぷいぷい
- 全国高校ラグビー大会中継 ほか